# 平面記憶體模式
平面記憶體模式（flat memory model）或称线性内存模型（linear memory model），是指在计算机体系结构中一種組織記憶體定址空間的方式。在這種模式下，应用程序看到的内存是一个单独的连续地址空间。CPU可以直接（且线性）寻址所有可利用的内存位置，无需诉诸任何内存分段或分页机制。
平面記憶體模型的優點是，應用程式在存取他們的資料時候不需要切換不同的區段。大多数早期的处理器体系结构都是平面内存模型，如早期的8位处理器， Motorola 68K处理器等。然而，16位元的Intel 8086和80286中，這種方式是不可行的，因為这些处理器支持存取超過64 KB的資料。在32位元的晶片，應用程式可以存取最大到4 GB的資料。但這也變成現在大的資料庫以及像是影片編輯應用程式的問題。